# Noční klub (kniha)
Noční klub je dvoudílná sci-fi série českého autora Jiřího Kulhánka, vydaná v roce 2002 a 2003. Děj se odehrává v současnosti[kdy?]. Hlavní postavy patří do společenství zvaného „Noční klub“, trestajícího zločince a zvrhlíky ve jménu starobylé represivní složky Nočního klubu, na rozdíl od policie s možností odsouzení k smrti na místě dopadení zločince.
Oproti ostatním Kulhánkovým románům jsou hlavní hrdinové obyčejní lidé, někteří se zvláštním výcvikem a kocour se zvláštními schopnostmi. Do stejného knižního univerza se společnými postavami je později zasazena další autorova kniha Vyhlídka na věčnost.

## Děj

### Díl první
Hlavní hrdina Tobiáš je členem Nočního klubu od raného dětství. Při jedné z akcí proti ruskojazyčné mafii je jakoby náhodou zachráněn japonskou míšenkou Hanako, kterou s sebou přivede do podzemních prostor Nočního klubu. Hanako je přijata jako další členka klubu. Krátce po jejím přijetí se však ztratí Janička, dcera kuchaře Tomislava. Tobiáš ji nalezne v jednom z pražských zákoutí brutálně umučenou. Noční klub je vyvražděn a jediný, kdo masakr přežil, je Tomislav a Tobiášova nevlastní sestra, kterou všichni oslovují Mazlík. Ta byla mučena Tobiášovými novými protivníky, Lovci (lidé s nadpřirozenými schopnostmi). V útěku jí pomůže právě zrádkyně Hanako. Ale Tobiáše neustále hledají Van Vrene a Wries. Během útěku zahyne i Tobiáš. Díky tomu, že se Tobiáš s míšenkou Hanako předchozí noc sblížil a tím došlo k tajné přeměně Tobiáše v upíra, dávno pohřbený Tobiáš v hrobě ožívá. Je však zajat Van Vrenem a Wriesem, načež je unesen na pirátskou loď paní Dao, které je následující rok nucen sloužit. Během pobytu na lodi znovuzrozený upír Tobiáš dospěje a pokusí se o útěk. Ten se mu nakonec podaří, Tobiáš prchá přes Bangkok a Singapur do Evropy, ale oba Lovci jsou mu stále v patách a brutálně vraždí všechny, kteří Tobiášovi na útěku pomáhají. V Singapuru je nucen unést letadlo Air France, nad Marseille předstírá smrtelně raněného a za letu skáče do moře. Z Marseille pokračuje zpět do Prahy, aby vyhledal přeživšího Tomislava, kterého zaslechl v rádiu jako posluchače Nočníka, který chce jako každou noc zahrát pro všechny veselý pumprlíky.

### Díl druhý
V Praze kontaktuje redaktora rádia, ve kterém zaslechl Tomislava, načež dostává kontakt. Podaří se mu skutečně Tomislava vyhledat, je ale po napadení ruskou mafií prozrazen a zanedlouho je opět v rukách Van Vrena a Wriese. V této chvíli se opět objevuje Hanako. Společně zachraňují Mazlíka, kterou byla Hanako nucena ukrýt do psychiatrické léčebny. Tam ale byla Mazlík znásilňována zřízencem panem Krátkým, což ji dovedlo k úplnému šílenství. Jedinou nadějí na Mazlíkovo zotavení je pouze její přeměna v upíra.